# 花月级巡防舰
花月级（法語：classe Floréal；有时也音译为“弗洛雷亚尔级”）是一种轻型“警戒护卫舰”（法語：frégate de surveillance），于冷战即将结束的1989年下单，建造标准部分采用民船标准以节省支出，以法国共和历的花月命名。

## 需求定位
冷戰结束後法國海軍認為大规模军事冲突的可能大減，加上护航用通報艦级进入80年代后已经老化，不能适应低风险战区的需要，急需一種新艦應付新的作戰環境。法國海軍其中一個主要任務是保護廣達一千二百萬平方公里的专属经济区，為了保護如此遼闊的海域，哨兵護衛艦的概念應運而生。而且法國海軍亦需要應付人道援助、外交以及海上执法任务的需求。面對以上情況，搭載舰载直升机的設計顯然是最佳方案，能提供穩定、長距的能力執行救援、運輸和支援任務。法國海軍要求新艦必須細小，同時要非常穩定使得直升機可在任何天氣下出動；所需的船員要少，同時要保留搭載海軍特種部隊的能力；配備輕型武裝以及經濟而長距的推進系統。為了應付作戰需求，幾乎所有花月級都部署海外，只有一艘部署在法國本土。

## 建造
為節省支出，Chantiers de l'Atlantique採用民用造船方法建造花月級。花月級採用海上人命安全公約的規定，船艙內建有十一個水密隔艙。能源和安全則依照認證機構Det Norske Veritas的規定。花月級1991年進行第一次海試時，所有船員由民船船員組成，法國海軍只有派觀察員上船。

## 取代
目前法国海军还在研究如何获得取代它的一种"能远海航行,朴实而又便宜的军舰"。

## 同級艦艇
| 艦名           | 舷號     | 下水日期      | 服役日期       | 母港               | 狀況     |
| 法國版本       | 法國版本 | 法國版本      | 法國版本       | 法國版本           | 法國版本 |
| -------------- | -------- | ------------- | -------------- | ------------------ | -------- |
| 花月號         | F730     | 1990年10月6日 | 1992年5月27日  | 留尼旺勒波尔       | 現役     |
| 牧月號         | F731     | 1991年3月16日 | 1992年5月20日  | 大溪地             | 現役     |
| 雪月號         | F732     | 1991年8月11日 | 1992年10月15日 | 留尼旺勒波尔       | 現役     |
| 風月號         | F733     | 1992年3月14日 | 1993年5月5日   | 馬提尼克法蘭西堡   | 現役     |
| 葡月號         | F734     | 1992年8月23日 | 1993年10月21日 | 新喀里多尼亞努美阿 | 現役     |
| 芽月號         | F735     | 1993年3月14日 | 1994年5月17日  | 馬提尼克法蘭西堡   | 現役     |
| 摩洛哥版本     |          |               |                |                    |          |
| 穆罕默德五世號 | 611      |               | 2002年         |                    | 現役     |
| 哈桑二世號     | 612      |               | 2003年         |                    | 現役     |